# Type 3200/4200 STIB
 (novembre 2019).
Si vous disposez d'ouvrages ou d'articles de référence ou si vous connaissez des sites web de qualité traitant du thème abordé ici, merci de compléter l'article en donnant les références utiles à sa vérifiabilité et en les liant à la section « Notes et références ».

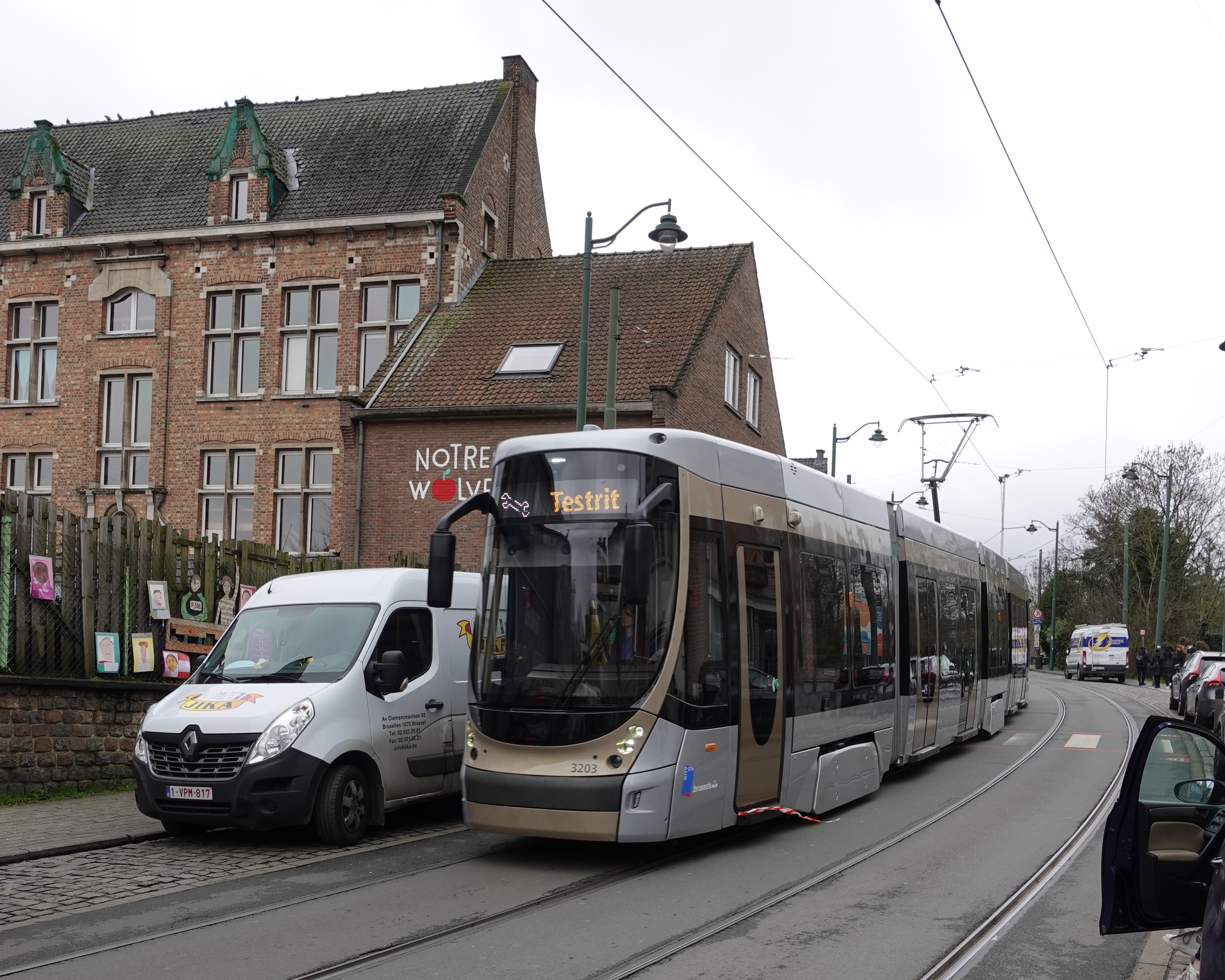
Tram 3203 en parcours d'essais.

Les type 3200 et 4200 sont des trams du réseau de tramway de Bruxelles géré par la STIB à plancher bas intégral de long gabarit et très grande capacité,.

## Le matériel roulant
Ils seront livrés à partir de 2020 et sont dans la continuité de la série T3000/T4000. 
Comme pour leurs prédécesseurs, le design a été réalisé par Axel Enthoven. 
Question sécurité, le système BCM (Boîtier de Contrôle Mobile) les équipe. Ce système de rétro-signalisation est basé sur le principe de la consigne, tel que l’on trouve depuis plusieurs années dans les trains et métros. Il permet par exemple, un rappel des limitations de vitesse en tunnel. Ainsi la STIB interdit l'accès aux tunnels en service commercial aux véhicules non pourvus de ce BCM.
Construits par la firme Alstom à Vienne (modèle Flexity Outlook), ces nouveaux tramways seront commandés et livrés en plusieurs tranches :
- Série 1 : 3201 - 3249 (2020-...)
- Série 2 : 3250 - 3279 (2023-...)

## Caractéristiques

### Caractéristiques générales
| Type 3200 | Type 4200 |
| --- | --- |
| D’après la fiche technique: - Nombre de places assises : 35 (+ 12 strapontins) - Nombre total de places : 182 - Nombre de portes par côté : 4 portes doubles et 2 portes simples - Longueur totale : 31,74 m - Largeur totale : 2,30 m - Hauteur du plancher : 34 cm - Largeur du couloir : 66 cm - Poids du véhicule : 43,16 tonnes - Vitesse maximale : 65 km/h | D’après la fiche technique : - Nombre de places assises : 47 (+ 18 strapontins) - Nombre total de places : 256 - Nombre de portes par côté : 6 portes doubles et 2 portes simples - Longueur totale : 42,97 m - Largeur totale : 2,30 m - Hauteur du plancher : 34 cm - Largeur du couloir : 66 cm - Poids du véhicule : 57,43 tonnes - Vitesse maximale : 65 km/h |

### Mise en service
La première rame, numérotée 3205, a été mise en service voyageur le mercredi 26 avril 2023 dans l'après-midi, après une présentation à la presse. Dans un premier temps, elle circulera les jours ouvrables sur la ligne 51 reliant la Gare du Midi à Stade.

### Conduite et signalisation
Question sécurité, le système BCM (Boîtier de Commande Mobile)[pas clair] les équipe. Ce système est basé sur le principe de la consigne[à définir], tel que l’on trouve depuis plusieurs années dans les trains et métros. Construits par la firme Alstom à Vienne, ces nouveaux tramways, dont la première commande ferme (concernant 60 véhicules) a été annoncée par la STIB le 5 février 2018, seront livrés à partir de 2020. L'accord global porte sur 175 trams de deux types, les T4200 comparables aux actuels T4000 et les T3200, plus courts et comparables aux actuels T3000.

## Lignes exploitées

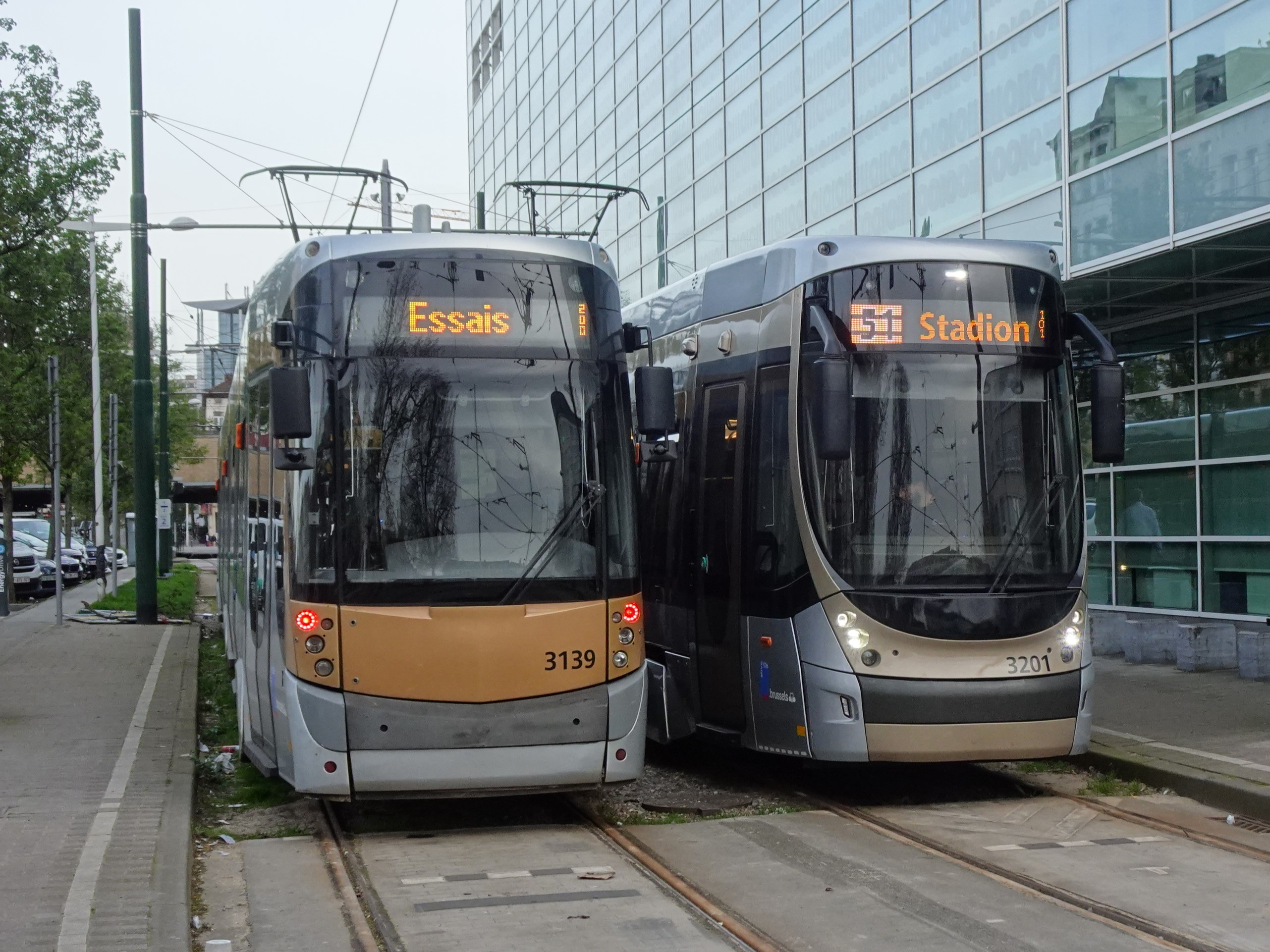
Le 3201 et un tram de la série 3000.

### T3200
Les T3200 sont majoritairement exploités sur la ligne 9 qui relie Roi Baudouin à Grand-Bigard, et sur la ligne 82 qui relie la Gare de Berchem à Drogenbos Château. Il était à l'origine prévu d'en équiper la ligne 81, mais il s'est avéré à la suite de tests que les nouvelles rames étaient trop lourdes pour franchir le tunnel de Bailli, sous l'Avenue Louise. Les premières rames entrent finalement en service commercial sur la ligne 51 entre la Gare du Midi et Stade, mais en semaine, la ligne reste en grande partie exploitée par des PCC 7900.

### Type 4200
Ce type de tram sera exploité en priorité par les lignes 4, 7 et 10 du réseau STIB[réf. nécessaire].

### Crédit d'auteur
- Cet article est partiellement ou en totalité issu de l'article intitulé « Automotrice T4200 STIB » (voir la liste des auteurs).